# Esporte Clube de Patos
O Esporte Clube de Patos, também conhecido como Esporte de Patos ou simplesmente Esporte é um clube de futebol brasileiro sediado na cidade de Patos, no estado da Paraíba. Fundado em 7 de julho de 1952, manda seus jogos no Estádio José Cavalcanti, com capacidade para receber até 8 mil torcedores, e possui como cores o vermelho e o branco, tendo um pato como mascote, em homenagem à cidade em que foi fundado, além de possuir o apelido de "terror do sertão", que lhe foi atribuído nos primeiros anos de fundação, após grandes goleadas impostas a seus adversários.
Trata-se de um dos mais tradicionais clubes do futebol paraibano, tendo sido o primeiro clube do sertão paraibano a se profissionalizar e participado de diversas edições do Campeonato Paraibano de Futebol da Primeira Divisão, a qual compete atualmente, sendo a primeira delas em 1965, contudo foi na Segunda Divisão do referido torneio que o Esporte ganhou destaque, pois ao conquistar quatro títulos, tornou-se o maior vencedor da Divisão de Acesso, com a mais recente conquista tendo ocorrido em 2018. O Esporte de Patos tem como principal adversário o Nacional, também de Patos, cujos confrontos são denominados de Clássico Patoense.

## História

### Início e época amadora
Entre 1946 e 1952 existiu em Patos a equipe do Botafogo Futebol Clube, cuja direção ficou a cargo de Inocêncio Oliveira, um ex-jogador baiano natural de Taperoá-BA que havia se mudado para Patos anos antes. O Botafogo do Velho Inocêncio, como era mais conhecido, mandava seus jogos no antigo "Campo do Estrela", um campo de futebol que existia em Patos ao lado de onde hoje se localiza o Estádio Municipal José Cavalcante e foi nesse local que a única equipe patoense da época mandava seus jogos e manteve-se invicta durante os seus sete anos de existência, incluindo vitórias sobre adversários conhecidos regionalmente, a exemplo do Treze de Campina Grande e do Ferroviário de Fortaleza.
Inocêncio Oliveira, com problemas de saúde, transferiu-se para a Bahia e em seu regresso a Patos foi convidado pelo atleta Zéu Palmeira e outros a participar de uma reunião, que já havia previamente decidido pela fundação do Esporte Clube de Patos em substituição ao Botafogo Futebol Clube, buscando um aspecto mais regional e inspirado em clubes do Recife. Mesmo sendo contrário a fundação da nova equipe, Inocêncio Oliveira ofereceu toda a documentação do Botafogo, os troféus e o recibo do pagamento mensal feito à Federação Paraibana de Futebol (FPF), assim, em 7 de julho de 1952 no antigo Tiro de Guerra de Patos nascia o Esporte Clube de Patos.
Entre 1952 e 1963 o Esporte mandou seus jogos no campo do ginásio, que se localizava nas proximidades de onde hoje fica a Escola Monsenhor Manuel Vieira, e foi nesse local que em 14 de abril de 1963 realizou-se a primeira partida do Clássico Patoense envolvendo as equipes rivais do Esporte e Nacional, tendo ela terminado com vitória de virada do Esporte por 3–1. Ainda no campo do ginásio, partidas memoráveis contra renomadas equipes foram realizadas: São Cristóvão e a Portuguesa Carioca, ambos do Rio de Janeiro, Treze, Campinense e Paulistano de Campina Grande, Sport Club do Recife, além de Ypiranga da Bahia, Sergipe, ASA de Arapiraca, Auto Esporte e Brejuí de Currais Novos.

### Época profissional

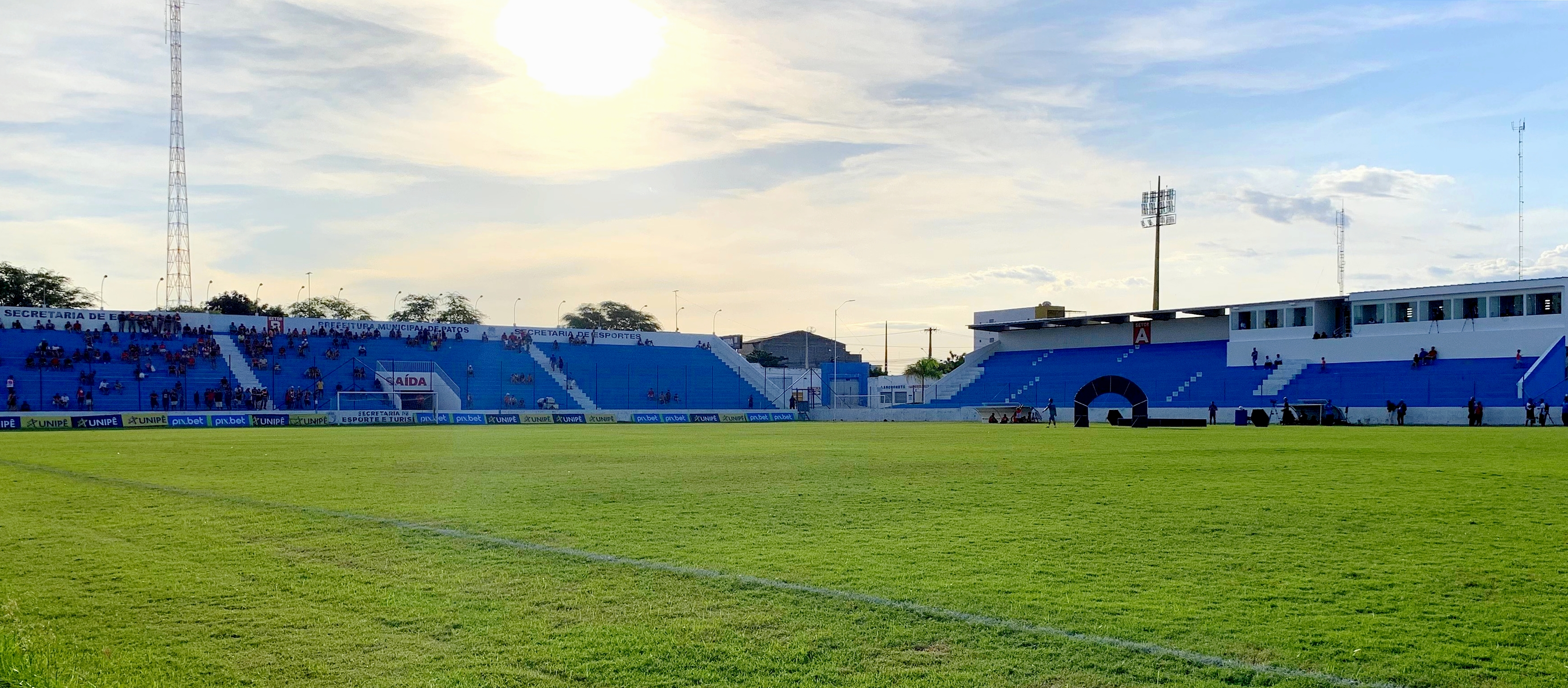
Estádio José Cavalcanti

A chegada da década de 1960 marcou o início da profissionalização do futebol paraibano e a Divisão Extra de Profissionais, que a partir de 1961 passaria a se chamar Campeonato Paraibano da Primeira Divisão, somente permitiria ser disputada por clubes integralmente profissionais, nesse sentido, para disputar o Campeonato Paraibano, o Esporte buscou profissionalizou-se em 1964, tornando-se o primeiro clube do Sertão do estado a fazê-lo, viabilizando sua participação no principal torneio de futebol do estado a partir de 1965. Pouco tempo após o Esporte, o Nacional também profissionalizou-se, e as equipes, já consolidadas como principais no cenário esportivo municipal, enfrentaram-se na partida inaugural do novo Estádio Municipal de Patos, ocorrida em 29 de novembro de 1964, que passaria a sediar os jogos dos clubes de Patos.

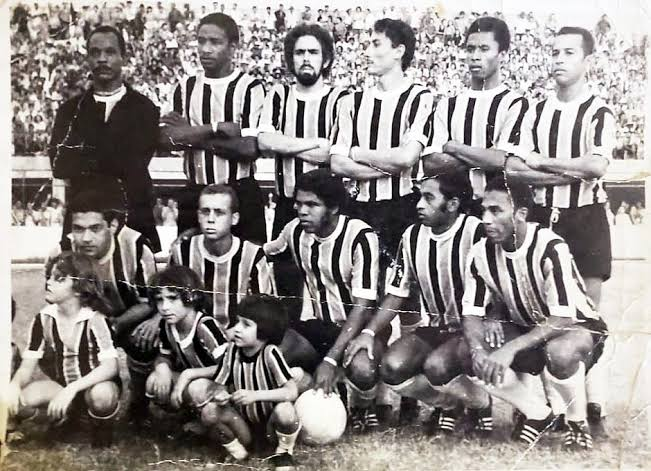
Garrincha durante a turnê pelo interior

O Esporte iniciou suas disputas no Campeonato Paraibano em 1965, tendo permanecido no torneio até 1974 e já no ano de sua estreia no torneio estadual aplicou uma histórica goleada de 11–0 na equipe do Cinco de Agosto de João Pessoa, uma das maiores goleadas registradas na história do futebol paraibano, fazendo com que o clube passasse a ser chamado pela crônica esportiva da Paraíba de "O Terror do Sertão", apelido que perdura até hoje. Em 1972 o plantel esportista conquistou o seu primeiro torneio oficial, o Torneio Inicio de 1972, promovido pela Federação Paraibana de Futebol, também foi nesse período que o bicampeão mundial Garrincha, em turnê pelo interior brasileiro, honrou a camisa do Patinho ao vesti-la num jogo contra equipe do Botafogo de Cajazeiras, em partida amistosa realizada no Estádio Municipal de Patos.
Em 1975 o Esporte não disputou o Campeonato Paraibano, voltando para as disputas de 1976 e 1977 e novamente se ausentando do torneio, tendo retornado apenas em 1982, quando houve mais constância em suas participações, incluindo nesse período, uma partida envolvendo Esporte e Nacional realizada e 19 de junho de 1985 e válida pelo Paraibano daquela temporada, cujo placar terminou favorável ao Esporte por 4–1, sendo essa a maior goleada do clube frente ao rival na história do confronto. O patinho seguiu nas disputas do torneio estadual todos os anos até 1995, nesse meio tempo, mais precisamente em 1993, o Esporte conquistou o seu segundo Torneio Início da FPF, 21 anos após a primeiro troféu, já a edição de 1996 do certame estadual não contou com a participação do clube, que retornou para as disputas de 1997, 1998 e 2002.

### Segundona e retorno à elite
A Segunda Divisão do Paraibano de Futebol teve algumas edições nas décadas de 1960 e 1990, mas foi a partir de 2004 que ela passou a ser realizada anualmente, e o Esporte, que não disputou o Paraibano de 2003 e 2004, precisou construir o caminho em busca do retorno à elite estadual, cuja estreia do clube no referido torneio rendeu-lhe o título e o retorno à Primeira Divisão, tendo disputado a Primeirona até 2012, quando foi novamente rebaixado para as disputas da Segundona em 2013 e mais uma vez obteve o título do torneio e o acesso para a elite do Estadual em 2014, posteriormente declinando de sua participação alegando dificuldades financeiras. A crise não se limitou ao Esporte em 2014 e também atingiu o outro clube patoense, o Nacional, que também desistiu do torneio, sendo assim, a Segunda Divisão de 2015 acolheu pela primeira vez o Clássico Patoense, numa disputa que foi melhor para o Pato, que garantiu acesso à Primeira Divisão do ano seguinte e ainda conquistou o título do torneio, o terceiro em sua história.

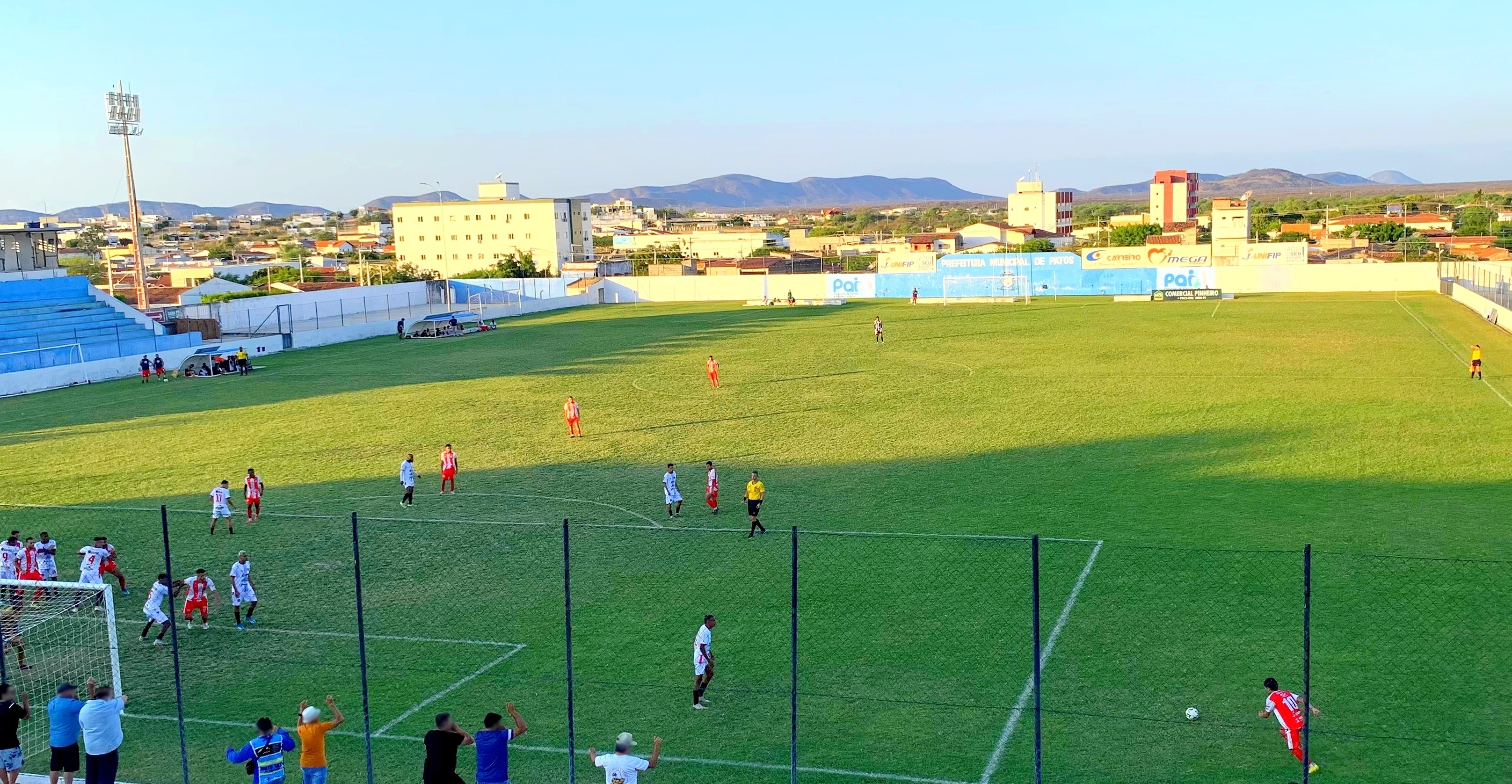
Esporte em campo pela Segunda Divisão

Na temporada de 2016 da Primeira Divisão, o Esporte novamente foi mal: último no quadrangular final, o clube foi novamente rebaixado, tendo posteriormente que disputar a Segunda Divisão na temporada de 2017, mas que acabou por desistir da disputa, retornando apenas em 2018 e novamente tendo que começar pela Segunda Divisão, onde, mais uma vez, conquistou o título do torneio, o quarto da história do clube e tornando-se o maior campeão da Segunda Divisão na Paraíba, juntamente com o Estrela do Mar, que conquistou quatro títulos na época amadora da competição, na década de 1960. No Paraibano de 2019, a participação do Patinho não foi das melhores e, após ser punido com a perda de 3 pontos por escalação irregular de um jogador, o clube foi novamente rebaixado.
Em 2020, deveria ter disputado a Segunda Divisão, porém a competição foi cancelada naquela temporada, devido a Pandemia de Covid-19, marcando-se o retorno para a temporada seguinte, contudo, a questão financeira afastou novamente o Esporte das disputas da competição e com a recém criada Terceira Divisão da Paraíba, o Esporte acabou tendo que iniciar um caminho mais longo para tentar retornar até a elite estadual. Durante o período em que disputou a Terceirona, começou a ser discutida a possibilidade de transformar o clube em uma Sociedade Anônima do Futebol (SAF), já dentro das quatro linhas, o Esporte concluiu sua participação na Terceira Divisão de 2022 em segundo lugar, garantindo o retorno à Segundona em 2023 ao lado do Pombal, que na temporada seguinte eliminou o clube patoense na partida decisiva da Segundona, forçando o Pato a adiar o sonho do acesso em um ano, e conseguindo-o após a conquista do vice-campeonato de maneira invicta, em 2024, concluindo a temporada de retorno no 6.º lugar e mantendo-se na elite estadual para o ano seguinte.

## Símbolos e estrutura
O Esporte originou-se do antigo Botafogo do Velho Inocêncio, contudo, o nome e as cores da equipe foram inspirados em dois clubes recifenses: o Sport e o Náutico, dos quais os atletas fundadores da nova equipe eram admiradores, dessa forma, há referência ao Sport Recife no nome do clube, adaptando-se à grafia portuguesa, e também ao Clube Náutico Capibaribe, cujas cores presentes no escudo e no terno de ambas as equipes são as mesmas. A referência ao Velho Inocêncio está presente no hino do clube, composto por Amaury de Carvalho, cuja primeira estrofe enaltece o clube e faz menção ao seu mascote e ao apelido que a agremiação adquiriu diante de suas conquistas: "terror do Sertão", já a segunda estrofe reafirma a força da agremiação e faz referência à paixão e às glórias desde o tempo do seu fundador e patrono Inocêncio Oliveira.

Pato Donald

O escudo da equipe possui um formato circular com fundo listrado nas cores vermelha e branca, onde estão centralizadas as letras ECP, um acrônimo de Esporte Clube de Patos, exterior a essas, outra figura circular com bordas vermelhas onde assenta-se na parte superior interior o nome do clube em extenso e na parte inferior sua data de fundação. O atual escudo foi escolhido em 2015, visto que até aquele ano, o escudo do Esporte Clube de Patos possuía o Pato Donald no emblema, no entanto, havia temores de ações judiciais da Walt Disney Company por violação de direito da imagem, visto que o referido personagem só entrará em domínio público em 2030, forçando a diretoria do time a realizar uma votação na cidade para escolha e alteração do principal símbolo da equipe, muito embora, o próprio clube tenha optando pelo desenho atual.

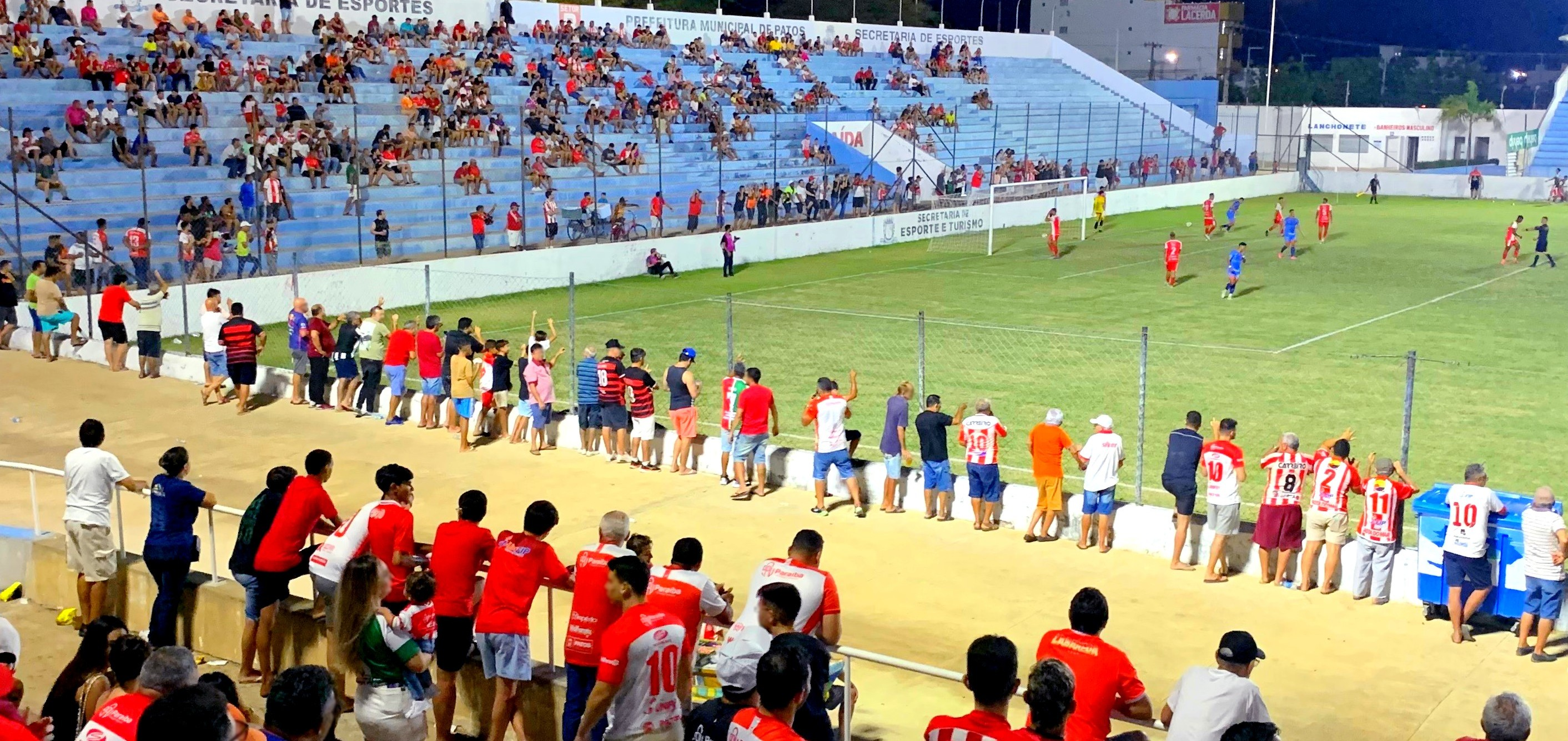
Torcida do Esporte em dia de jogo

Desde 2022 a possibilidade de transformar a equipe em SAF aumentou a expectativa dos adeptos do clube quanto aos investimentos e os resultados do time, que busca construir o seu próprio centro de treinamento e poder servir como um time revelador de talentos, junto a isso, o retorno à Primeira Divisão Estadual levou à ativação do Programa Sócio-Torcedor, com a finalidade de arrecadar fundos junto aos torcedores para as disputas do clube no Campeonato Paraibano. Os torcedores do Esporte possuem como principal torcida organizada a "Torcida Jovem do Pato", que se faz presente nas partidas da equipe, inspirando-se no clube que também já serviu de influência em além-mar para a criação da equipe homônima "Esporte Clube de Patos CF", um clube da Espanha que surgiu em homenagem à equipe patoense, adotando cores e escudo semelhantes.

## Títulos
| Estaduais | Estaduais                              | Estaduais | Estaduais               |
|           | Competição                             | Títulos   | Temporadas              |
| --------- | -------------------------------------- | --------- | ----------------------- |
|           | Campeonato Paraibano - Segunda Divisão | 4         | 2005, 2013, 2015 e 2018 |
|           | Torneio Início                         | 2         | 1972 e 1993             |

## Estatísticas

### Participações estaduais
| Campeonatos Estaduais                              | Participações |
| Campeonato Paraibano de Futebol - Primeira Divisão | 1965, 1966, 1967, 1968, 1969, 1970, 1971, 1972, 1973, 1974, 1976, 1977, 1982, 1983, 1984, 1985, 1986, 1987, 1988, 1989, 1990, 1991, 1992, 1993, 1994, 1995, 1997, 1998, 2002, 2006, 2007, 2008, 2009, 2010, 2011, 2012, 2016, 2019 e 2025 |
| Campeonato Paraibano de Futebol - Segunda Divisão  | 2005, 2013, 2015, 2018, 2023 e 2024. |
| Campeonato Paraibano de Futebol - Terceira Divisão | 2022. |

### Últimas dez temporadas
Legenda:
| Promovido à divisão superior. Rebaixado à divisão inferior. | Eliminado na 1ª fase. *** Licenciado da competição. |

## Jogadores notáveis
Dentre os jogadores que passaram pelo Esporte de Patos na época do campo do ginásio destacam-se: Antônio Araújo, conhecido como Araújo. É considerado pelos mais antigos como a maior glória do Esporte de Patos, chegou a jogar no Sport Recife e no Bahia; Mário Moura saiu de Patos diretamente para jogar no Vitória de Setúbal em Portugal e Araponga um dos maiores craques que a Paraíba já teve. Araponga é considerado por muitos em Campina Grande como o melhor jogador de todos os tempos da equipe do Campinense, chegando a ser hexacampeão da Paraíba. O craque Araponga foi contratado pelo Santos para ser o reserva de Pelé.

## Rivalidade

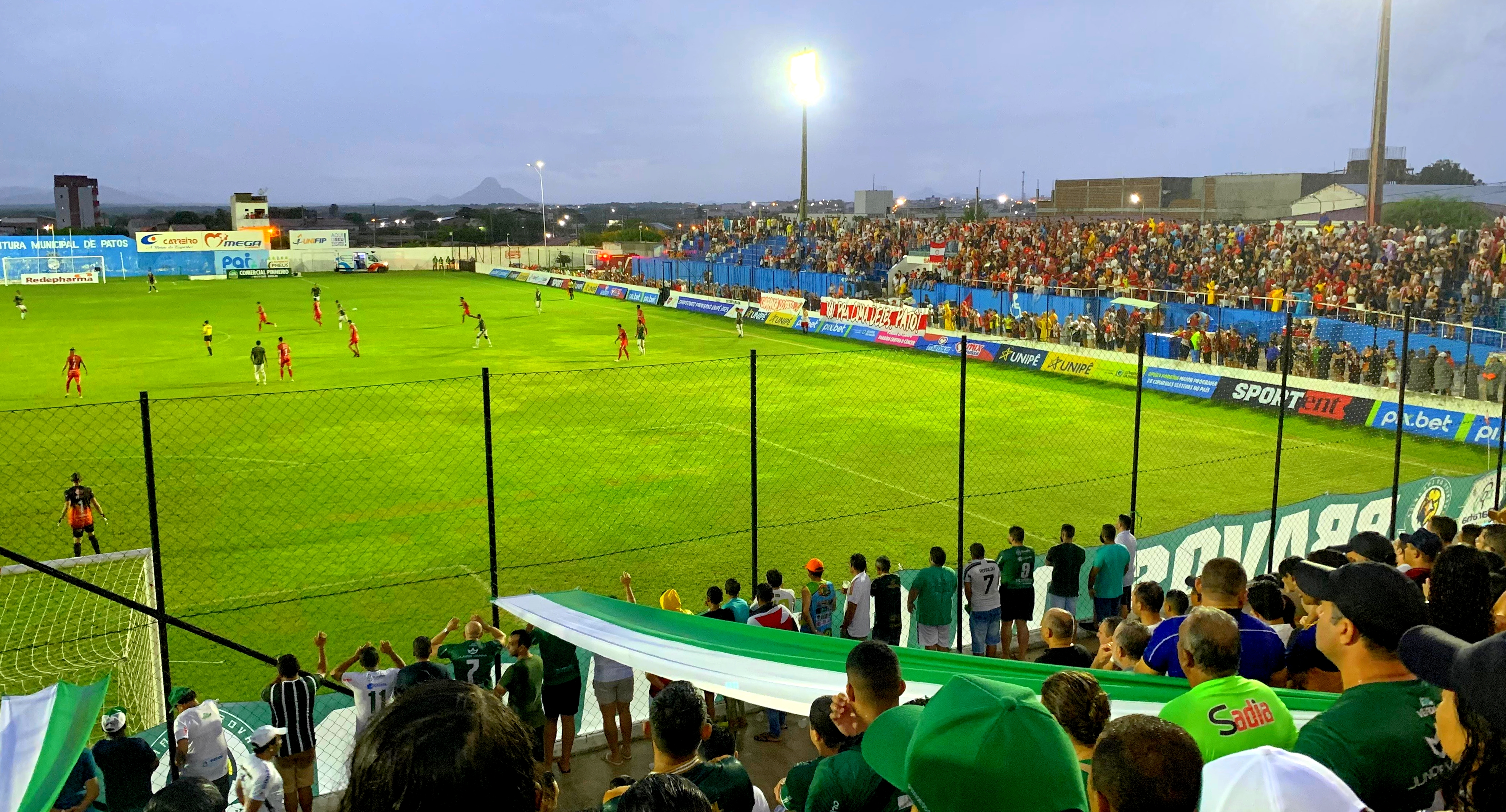
Clássico Patoense de 2025

O principal rival do Esporte de Patos é o outro clube profissional da cidade, o Nacional, os quais realizam o chamado Clássico Patoense, que é considerado o maior clássico do sertão paraibano, cujo confronto tem raízes que remontam ao início da década de 1960, quando as duas equipes fundadas em 1952 e 1961, respectivamente, passaram a protagonizar os principais embates da cidade. Inicialmente as partidas eram disputadas no Campo do Ginásio, um campo que se localizava nas proximidades de onde hoje fica a Escola Monsenhor Manuel Vieira, cujo primeiro confronto realizado em 14 de abril de 1963 terminou com a vitória de virada do patinho por 3–1.
Os dois clubes já haviam se consolidado como principais equipes no cenário esportivo municipal e acabaram por se profissionalizar em 1964, fomentando o clássico, que passou a ser disputado no Estádio Municipal, um espaço com maior infraestrutura e organização e apoiando a entrada das equipes no Campeonato Paraibano de Futebol a partir de 1965, o que fortaleceu ainda mais a rivalidade, a qual já teve mais de 100 partidas oficiais disputadas desde 1963. Torcedores e dirigentes de ambas as equipes não perdem a oportunidade de a cada clássico ou situação, tripudiar de seu adversário.